# Верхние Вершинята
 Верхние Вершинята  — деревня в Орловском районе Кировской области. Входит в состав Орловского сельского поселения.

## География
Расположена на расстоянии примерно 20 км по прямой на северо-восток от райцентра города Орлова.

## История
Известна с 1678 года как деревня Курьяковская с 2 дворами, в 1764 году (Курьяновская) 6 жителей, в 1802 3 двора. В 1873 году здесь (деревня Фоминская 2-я или Костики, Курьяновская, Вершинята) 3 и 27, в 1905 (Курьяновская или Вершинята) 8 и 76, в 1926 (починок Вершинята или Гурьяновская) 7 и 34, в 1950 (деревня Вершинята) 7 и 28, в 1989 не было учтено постоянных жителей. Нынешнее название утвердилось с 2013 года. С 2006 по 2011 год входила в состав Цепелевского сельского поселения.

## Население
Постоянное население не было учтено как в 2002 году, так и в 2010.